# Campanya d'intriga
La campanya d'intriga, campanya de suspens o tast (també coneguda per l'anglicisme teaser) és un format publicitari que funciona com a avançament d'una campanya, oferint només informació fragmentària. És una tècnica habitual en el llançament d'un producte o servei i pot adoptar diversos formats com pàgines web en desenvolupament o anuncis enigmàtics en què mai s'arriba a desvelar la identitat de l'anunciant responsable ni el producte o servei promocionat. D'aquesta manera, el missatge publicitari es planteja com un enigma, amb l'objectiu de generar curiositat i expectació en els usuaris i, aprofitant la viralitat pròpia d'Internet, assegurar repercussió mediàtica un cop en anuncis posteriors es resolgui la història o es completi el missatge.

## Concepte
Els avenços d'intriga, diferents dels típics tràilers, són usualment molt curts en durada (entre 30-60 segons) i usualment contenen molt poc, o cap material real de la pel·lícula. Els avenços d'intriga són usualment i exclusivament fets per pel·lícules molt populars i d'alt pressupost. El seu propòsit no és tant compartir amb l'audiència el contingut d'una pel·lícula, sinó simplement fer-li saber que la pel·lícula s'acosta en el futur pròxim, i afegir publicitat al proper llançament. Els avenços d'intriga són sovint fets mentre la pel·lícula està en producció o s'està editant i com a resultat es poden presentar escenes o versions alternatives d'escenes que no estan en la pel·lícula acabada. En altres ocasions (habitualment en les pel·lícules de Pixar), té escenes fetes només per usar-les en els avenços. Els avenços d'intriga d'avui en dia són freqüentment el focus d'atenció a Internet i són descarregables.